# Julos
Julos település Franciaországban, Hautes-Pyrénées megyében. Lakosainak száma 457 fő (2022. január 1.). Julos Averan, Adé, Barry, Bourréac, Lézignan, Lourdes, Orincles és Paréac községekkel határos.

## Népesség
A település népességének változása:
| Lakosok száma | 345  | 364  | 395  | 405  | 426  | 441  | 454  | 463  | 457  |
|               | 2013 | 2015 | 2016 | 2017 | 2018 | 2019 | 2020 | 2021 | 2022 |